# Mount Speed
Mount Speed är ett berg i Antarktis. Det ligger i Västantarktis. Nya Zeeland gör anspråk på området. Toppen på Mount Speed är 1 100 meter över havet.
Terrängen runtMount  Speed är huvudsakligen kuperad, men söderut är den bergig. Trakten är obefolkad. Det finns inga samhällen i närheten.